# PSG3
PSG3‏ (Pregnancy specific beta-1-glycoprotein 3) هوَ بروتين يُشَفر بواسطة جين PSG3 في الإنسان.